# استبصار بالماضي
الاستبصار في الماضي Retrocognition أو postcognition : يتألف مصطلح Retrocognition من شقين أحدهما (retro) ويعني الوراء أو الخلف أو الماضي بالاتينية‚ أما الشق الثاني فهو (cognition) والتي تعني المعرفة‚ يصف هذا المصطلح المعرفة بتفاصيل حدث من الماضي لم يتم التعرف عليه أو تعلمه أو الاطلاع أو الاستدلال عليه بالوسائل المعرفية الاعتيادية " مثل كتب التأريخ أو الوثائق التأريخية أو نقل الكلام مشافهة جيلا بعد جيل وانما بواسطة العقل فقط " " كما صاغه السيد فريدرك مايرز Frederic W. H. Myers.